# Флора Робсон
Флора Робсон (енгл. Flora Robson) је била енглеска глумица, рођена 28. марта 1902. године у Саут Шилдсу (Енглеска), а преминула 7. јула 1984. године у Брајтону (Енглеска).

## Филмографија
| Улоге Флора Робсон |                     |               |                     |          |
| Година             | Српски назив        | Изворни назив | Улога               | Напомена |
| 1937.              | Пожар над Енглеском |               | краљица Елизабета I |          |
| 1939.              | Оркански висови     |               | Елен Дин            |          |
| 1945.              | Цезар и Клеопатра   |               | Фтататита           |          |
| 1947.              | Црни нарцис         |               | сестра Филипа       |          |
| 1954.              | Ромео и Јулија      |               | сестра              |          |